# Elizabeth Shepherd
Elizabeth Shepherd (Winnipeg, 1977 –) kanadai énekesnő, zongorista, dalszerző, producer.

## Pályafutása
Szülei az Üdvhadsereg tisztjei. Komolyzene, kóruszene és fúvószene hallgatásán nőtt fel. Klasszikus zongorázást kanadai és franciaországi konzervatóriumokban tanult. A montréali McGill Universityn kapott dzsesszzongorista szakon diplomát, ahol zeneterápiát is tanult. 2004-ben Torontóba költözött, és pincérnőként dolgozott egy bárban. Ott kezdett fellépni, és rendszeres előadóművész lett az étteremben. Megalakította a The Elizabeth Shepherd Triót. 2006-ban felvette debütáló albumát, a Start to Move-t, amelyet a BBC Radio 1 hallgatói beválasztottak az év három legjobb dzsesszalbuma közé. Az albumot 2007-ben Juno-díjra jelölték. A trió az albumát a londoni The Jazz Café mutatta be.
Shepherd második stúdióalbumát (Parkdale, 2008) 2009-ben szintén Juno-díjra jelölték.
A Seven Bucks (2010) című felvétele (amely a japán DJ Mitsu the Beatsszel közösen készült), a Tokio Hot 100 listán a 37. helyre került. Maga a Heavy Falls the Night album sokáig szerepelt a 2010-es Polaris Music Prize-on.
2012-ben a Rewind című album dalait Shepherd terhessége ihlette. Az album Cole Porter, a Gershwin fivérek, Kurt Weill és José Luis Perales popdalainak feldolgozásaiból állt. A Rewindot 2012-ben jelölték Juno-díjra. 2019-es koncertalbuma, a MONTREAL a film és a zene érzelmileg áthevült keveréke. Az album Elizabeth Shepherd szülővárosát, annak gazdag történetét ünnepli. 2020-ban Juno-díjra jelölték a dzsesszének kategóriában.
Shepherd a világ számos dzsesszklubjában lép fel Japánon, Kínán, Európán, Észak- és Közép-Amerikán át, így a tokiói Cotton Clubban, a londoni Jazz Caféban, a detroiti Cliff Bell'sben.
Az Atlanti-óceán mindkét partján fellépett fesztiválokon: így a Montreal Jazz Festivalon, ELB Jazzen és a North Sea Jazz Festivalonon is. Olyanokkal volt színpadon, mint Bonobo, a Five Corners Quintet, Victor Wooten, Spankie Wilson, a JazzCotech Dancers és a Quantic Soul Orchestra.

## Albumok
- 2006: Start to Move
- 2007: Besides
- 2008: Parkdale
- 2010: Heavy Falls the Night
- 2012: Rewind
- 2014: The Signal (km. Lionel Loueke)
- 2019: Montreal
- 2021: Ligeia – Goothic Tale of Love and Romance

## Díjak
- 2014: The Signal (Favorite Jazz Albums)
- 2014: The Signal (Favorite Singer/Songwriter Albums)
- Hatszor jelölték Juno-díjra
- 2017: SOCAN dalszerzői díj a „Seven Bucks” című daláért
- 2007, 2011: Vocal Jazz Album of the Year
- 2009: National Jazz Awards (jelölés)

## Fordítás
Ez a szócikk részben vagy egészben  az   Elizabeth Shepherd (musician) című angol Wikipédia-szócikk ezen változatának fordításán alapul.  Az eredeti cikk szerkesztőit annak laptörténete sorolja fel. Ez a jelzés csupán a megfogalmazás eredetét és a szerzői jogokat jelzi, nem szolgál a cikkben szereplő információk forrásmegjelöléseként.